# 奧伊考角龍屬
奥伊考角龍屬（学名：Ajkaceratops）是角龍亞目恐龍的一屬，生活於上白堊纪的歐洲，當时相當於西特提斯群島，距今约8600萬到8400萬年前。奥伊考角龍的最近親位於亞洲，牠們的祖先可能藉由多個群島而從亞洲遷徙而來。

## 敘述
奥伊考角龍化石發現於匈牙利西部包科尼山脈的Csehbánya組地層，地質年代为上白堊紀的桑托階。在2010年，由Attila Ősi, 理察·巴特勒（Richard J. Butler）和大衛·威顯穆沛（David Weishampel）描述、命名。模式種是科氏奥伊考角龍（A. kozmai），屬名裡的Ajka是以匈牙利城市奥伊考為名，ceratops在古希臘文（ceratops）意為“有角的面孔”，是角龍類的常見字根；而種名是以當地的地質學家卡羅伊·科兹瑪（Károly Kozma）。
奥伊考角龍的正模標本（編號V2009.192.1），只包含少数頭顱骨碎片，其中包括喙骨，癒合的前上頜骨和上頜骨碎片（嘴和下巴）。這些化石目前保存於布達佩斯的匈牙利自然史博物館。雖然這些化石很零碎，但命名研究估計奥伊考角龍的身長約有1公尺（3.3英尺）。其他化石材料則是四個前齒骨，這些化石被認為來自於較小的個體，跟正模標本不是來自於同一個體。

## 分類
奥伊考角龍的化石被認為類似於亞洲弱角龍科的弱角龍和巨嘴龍，这表示奥伊考角龙是親緣關係接近弱角龍科的角龍類恐龍，但比祖尼角龍和角龍科更為原始。

## 古生物學
奥伊考角龍的化石被發現於匈牙利西部包科尼山脈的Csehbánya組地層，過去是個多個河流經過的氾濫平原，形成多黏土、砂礫的地層。奥伊考角龍與多種恐龍生存於相同群島：凹齒龍、結節龍科、獸腳類恐龍，以及真鱷類、神龍翼龍科、側頸龜亞目的Bothremydidae科、美洲蜥蜴科、反鳥亞綱。